# スティーブン・ペレス
スティーブン・ペレス（Stephen Parez、1994年8月1日 - ）は、フランスのラグビー選手。

## プロフィール
- フランス出身。
- ポジションはウィング(WTB)、センター(CTB)。
- 身長 174cm、体重 75kg
- U20フランス代表に選ばれたことがある[1]。

## 略歴
2016年、リオ五輪の7人制フランス代表に選ばれた。
2024年、2024パリ五輪の7人制フランス代表に選ばれて金メダル獲得。